# Sovranità Ceca
ČSSD – Sovranità Ceca della Socialdemocrazia (in ceco ČSSD – Česká suverenita sociální demokracie – ČSSD) è un partito politico ceco di orientamento nazionalista fondato nel 2011; nell'aprile 2021 ha assunto il nome di Blocco Libero (Volný blok), tornando alla denominazione originaria nel gennaio 2022 – Sovranità Ceca (Česká Suverenita). Il partito originariamente era di destra. Durante il mandato del leader elettorale Lubomír Volný, il partito ha ricoperto posizioni di estrema destra. Il partito è stato fondato dalla moderatrice Jana Bobošíková e dall'ex deputata Jana Volfová. Dal 2024 il suo presidente è l'ex primo ministro della Repubblica Ceca Jiří Paroubek.
Le sue origini risalgono al 2009, quando fu costituita l'alleanza elettorale Sovranità – Blocco di Jana Bobošíková (Suverenita – Blok Jany Bobošíkové). Essa raggruppava due distinti soggetti politici:
- il Partito del Senso Comune (Strana zdravého rozumu), guidato da Petr Hannig;
- Politika 21, fondato nel 2006 dalla stessa Jana Bobošíková (europarlamentare dal 2004 al 2004) in seguito ad una scissione dagli Indipendenti.

La lista ottenne il 4,26% alle europee del 2009 e il 3,67% alle parlamentari 2010.
Successivamente l'alleanza si sciolse: il Partito del Senso Comune fu ridenominato "Sovranità - Partito del Senso Comune", mentre Politika 21 assunse il nome di "A Testa Alta – Blocco Elettorale" (Hlavu vzhůru – volební blok); gli esponenti politici rimasti all'interno della formazione costituirono invece "Sovranità Ceca", il cui congresso fondativo si tenne il 4 giugno 2011.

## Simboli

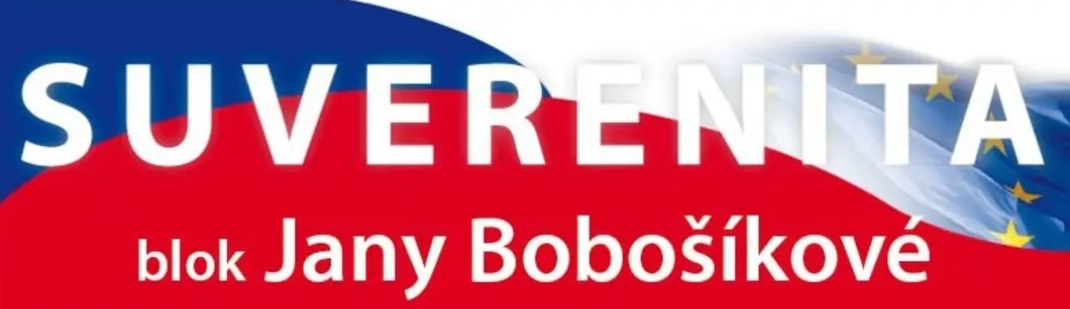
(2011-2014)
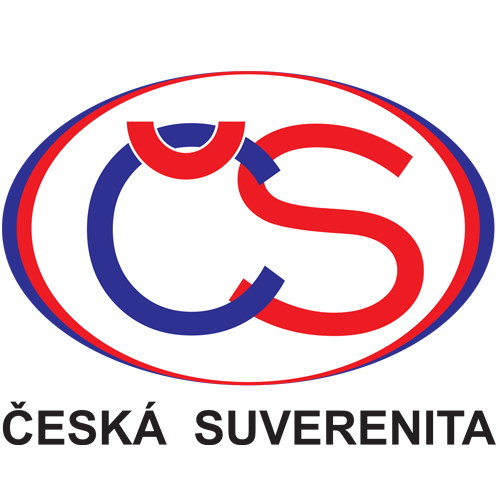
(2014-2018)
(2021-2022)
(2018-2021 e 2022-2023)
Bandiera (2018-2021 e 2022-2023)
(2023-presente)
Bandiera usata dal 2023

## Risultati elettorali
| Elezione          | Voti   | %    | Seggi   |
| ----------------- | ------ | ---- | ------- |
| Europee 2014      | 2.086  | 0,13 | 0 / 21  |
| Europee 2019      | 2.609  | 0,11 | 0 / 21  |
| Parlamentari 2021 | 71.581 | 1,33 | 0 / 200 |
| Europee 2024      | 7.579  | 0,25 | 0 / 21  |